# Arctigenina
Arctigenina es un lignano dibenzilbutirolactona aislado de Bardanae fructus, Arctium lappa L, Saussureamedusa, Torreya nucifera e Ipomoea cairica. Ha demostrado efectos in vitro antivirales y contra el cáncer. Es la aglicona de la arctiina. El uso de arctigenina ha demostrado ser eficaz en la Encefalitis japonesa en un modelo de ratón.